# ザ☆ドラえもんズ おかしなお菓子なオカシナナ?
『ザ☆ドラえもんズ おかしなお菓子なオカシナナ？』（ザ・ドラえもんズ おかしなおかしなオカシナナ？）は、1999年に『ドラえもん のび太の宇宙漂流記』、『のび太の結婚前夜』と同時に公開された日本のアニメ映画である。
ザ・ドラえもんズ映画の第4作。

## 概要
本作は王ドラとエル・マタドーラを主役にお菓子を題材としたストーリーが展開される。全編通して王ドラとマタドーラの「ライバル関係」という設定がクローズアップされている。
物語の中心となるのは本作オリジナルキャラクターのジェドーラであり、主役を務める王ドラとマタドーラ以外のドラえもんズのメンバーの出番が比較的少なく、ほぼ後半のみの登場となっているが、前作では見られなかったキッドの高所恐怖症やドラメッドの水への恐怖心などの描写が復活している。
前作までドラえもんズの映画作品の監督を担当した米たにヨシトモの最後の監督作品であり、次作以降は錦織博に交代している。

## あらすじ
時は22世紀。ザ・ドラえもんズは、世界一のお菓子工場であるオカシナナ王国の「オカシナナまつり」に出場するロボット学校時代の友人・ジェドーラからお菓子の材料集めを依頼された。
しかし会場に向かう途中で、謎のロボットから妨害を受ける。それは、同じく「オカシナナまつり」に参加するニガニガの差し金であった。さらに、先に無事に到着していた王ドラとエル・マタドーラは取っ組み合いの喧嘩を始めてしまう。
何とか妨害を乗り越えて会場に着いたドラえもんズは、両親の喧嘩で笑わなくなったオカシナナ王国の王女・ハニー姫を喜ばせるお菓子を作ろうと奮闘する。

## 用語
オカシナナ王国
お菓子職人の手により、すべて菓子でできた国。外観はケーキを模している。ソフトクリーム大広間やチョコボールの工場など、さまざまな施設を有する。サト国王、シュガ王妃、ハニー姫、そして侍女のバナナシスターズやイチゴシスターズなどが暮らしている。王国の外観は米谷監督のアイデア・メモを原案としている。
オカシナナまつり
オカシナナ王国のオカシナナ城において年一回開催される催事。現在ではハニー姫が笑わなくなってしまった為、彼女を笑わせるお菓子を作った者にグランプリの栄誉を与える仕組みとなっているが、誰も笑わせる事ができなかった場合は最も妥当なお菓子が選ばれる模様。
フルーツのサバイヨンソース
お菓子戦隊フルーツ5の5人が制作したお菓子。大量生産が容易そうという事で国王の印象は良かったが、王妃は「ゴージャスさに欠けている」と難色を示していた。だが、ニガニガの策略で砂糖が塩にすり替えられ、しょっぱいお菓子になってしまい失格となった。
さつまいもの水飴ロケットステーション
21エモン、モンガー、ゴンスケの3名が制作した菓子。クエーサータイプのスペースシップであるイモホリ号をモチーフとしている。王妃は「ちょっとゴージャス」と気に入っていたが、国王は「大量生産は無理そう」と語っている。だが、ニガニガの策略で水飴が瞬間接着剤にすり替えられ、歯が砕けるほど硬くなってしまい失格となった。
尚、コミカライズ版ではこの二つのお菓子を作った参加者は、特徴の無い普通のパティシエになっている。

宇宙一の生クリームドラ焼き
ドラえもんズが集めてきた材料から王ドラとエル・マタドーラが親友テレカの力で作り上げたドラ焼き。ジェドーラも隠し味の醤油を少々加える形で関わっている。
生地と生クリームと餡子は別々の皿に盛りつけてあり、食べる人達自身が最後の仕上げをするという形になっている。サト国王とシュガ王妃がそれぞれの生地に中身を塗り付けて合わせる事で完成した。これを食したハニー姫はかつての幸せな家庭を思い出して涙ながらに笑顔になったため、ジェドーラとドラえもんズのグランプリ獲得が決定した。

## 声の出演
王ドラ
声 - 林原めぐみ
本作の主役の一人。他のメンバー同様お菓子の材料を風呂敷に包み筏に載せて持ってきたが、船着き場でニガニガの妨害に遭い、ホイップクリーム漬けにされている間にニガニガの火炎放射器で焼失してしまった為何を持ってきていたのかは不明。あがり症なため、女の子の顔を見るのが苦手だが事情を知り、エル・マタドーラやジェドーラとともにハニー姫のためにグランプリを目指し、最後は力を合わせて生クリームドラ焼きを作った。
エル・マタドーラ
声 - 中尾隆聖
本作の主役の一人。女の子とシェスタが大好きで、性格が対照的な王ドラとよく喧嘩をするがお互いを認め合っている。オカシナナに最初に到着したが船着き場でシェスタしてしまい、王ドラと同じく冒頭でホイップクリーム漬けにされた挙句にお菓子の材料（牛にバッグを載せていた）を失ったが最後は力を合わせて生クリームドラ焼きを作った。
ジェドーラ
声 - 山寺宏一
イタリアのお菓子職人。ドラえもんズのロボット学校時代の同級生。温厚だが落ち着きのない性格。困り果てると帽子から煙が出て疾走するダンス（通称「シュッポ・シュッポ・ダンス」）が止まらなくなる。
オカシナナまつりに出場するため、ドラえもんズに材料の収集を依頼する。ニガニガの妨害などで危機的な状況となりパニック状態に陥るが、大会の最後に「ジェドーラ&ドラえもんズ」名義で出場、宇宙一の生クリームドラ焼きでグランプリ獲得を果たした。
ハニー姫
声- 丹下桜
オカシナナ王国のお姫様。赤い髪の毛にキャンディの王冠を被っている。幼い頃は両親とお菓子作りをするのを楽しみであったが、両親が異る偏ったお菓子の拘りで夫婦喧嘩を繰り返すようになり、その影響で笑顔を失ってしまう。しかし、最終的には宇宙一の生クリームドラ焼きで笑顔を取り戻した。劇場版では更に飛び跳ねてはしゃぐほど喜んでおり、エンディングでは骨抜きになった王ドラと話をしている様子が映る。
ドラメッド三世
声 - 佐藤正治
カナヅチなため、水が苦手。ジェドーラに頼まれた材料は、伝説の小豆。絨毯の後ろ半分に小豆の入った俵3俵を積んでオカシナナへ向かう途中ニガニガからたくさんの飴を落とされ水の中に落ちてしまうも溺れながらも残りの1俵をなんとか持ってくることができた。
ドラリーニョ
声 - 一龍斎貞友
ジェドーラに頼まれたのは、最高においしい生みたて卵。卵を包んだ風呂敷を背負ってオカシナナへ向かう途中、砂漠でニガニガから進路妨害されたがなんとか到着した。
ドラ・ザ・キッド
声 - 難波圭一
ジェドーラに頼まれたのは、世界一うまいミルク。牛乳タンク2缶をエドの背中から吊り下げた状態でオカシナナへ向かう途中、直前の砂漠上でニガニガからチョコ色の巨大な爆弾を落とされ爆発し吹っ飛んだが傷だらけになりながらも残りの1缶を持ってきた。
ドラニコフ
声 - 桜井敏治
ジェドーラに頼まれたのは、究極の蜂蜜。蜂蜜入りの壺を頭に乗せてオカシナナへ向かう途中、キャラメルの石畳でニガニガに上からたくさんのアイスキャンディー（ソーダ味）を落とされ下敷きになったもボロボロになりながらも守りきった。また本作ではエンディングを除き、一切変身していない。
ドラえもん
声 - 大山のぶ代
ジェドーラに頼まれたのは、宇宙一ふんわり焼ける小麦粉であり、銀河系の彼方まで探しに行っていた。小麦粉を包んだ風呂敷を背負ってオカシナナへ向かうも、到着時に風呂敷ごと無理やりどこでもドアを通そうとするが、風呂敷が破れて粉まみれになってしまう。ドラえもんズで唯一ひみつ道具（どこでもドア）を使ってオカシナナへ到着しており、ニガニガの被害を唯一食らわず到着した。
ミニドラ
声 - 佐久間レイ
ドラリーニョの頼もしい相棒たち。最後はニガニガ一味をロケットで川へ吹き飛ばした。
サト国王
声 - 富田耕生
オカシナナ王国の国王。ハニー姫の父親。お菓子はオートメーションで大量生産できるものが好き。
シュガ王妃
声 - 一城みゆ希
オカシナナ王国の王妃。ハニー姫の母親。お菓子はゴージャスで高級感のあるものが好き。
ニガニガ
声 - 岩田光央
ジェドーラのライバルで、本作の悪役。語尾に「～ニガ」を付けて話す。オカシナナまつりの参加者達に様々な妨害工作という悪事を行い、一時は「一番マシだった」と言う事で自らグランプリにしようと企んでいたが、ドラえもんズのお菓子に敗北。自身のイカサマを棚に上げて彼らを失格にしようとするも、最後はミニドラサッカーチームによって自慢のUFOごと吹き飛ばされて王国から追放され、川に落ちるという自業自得な結末を迎えてしまった。
コゲロボ
声 - 長嶝高士、千葉一伸、稲田徹
ニガニガの子分たち。「コゲコゲ」としかしゃべらないが、ニガニガには判別できる。
バナナシスターズ
声 - 川田妙子、水原リン
ハニー姫の侍女たち。

## スタッフ
- 原作 - 藤子・F・不二雄
- 監督・脚本 - 米谷良知
- 原案協力 - 寺田憲史
- 演出 - 羽生尚靖
- 作画監督 - 高倉佳彦
- 美術監督 - 柴山恵理子
- 撮影監督 - 熊谷正弘
- 録音監督 - 大熊昭
- 音楽 - 宮崎慎二
- 効果 - 松田昭彦（フィズサウンドクリエイション）
- 編集 - 岡安肇
- 動画チェック - 原佳寿美
- 色彩設計 - 照屋美和子
- 原画 - 佐々木正勝、林静香、原勝徳、高倉佳彦、松井理和子
- 動画 - 池ノ谷安夫、中村久子、小林正義、小野塚香子、奈良岡光、長島崇、米谷英子
- 彩色 - 岩切当志子、原井智恵、日良ふみ子、石川香織、西脇妙美、熊谷弘美、宮本陽子、塩野谷美佐子
- 特殊効果 - 橋爪朋二
- リスマスク - マキ・プロ
- タイトル - 道川昭
- 背景 - 中村隆、阿部真由美、鈴木朗、高崎あゆみ、本多美紀、明石聖子
- 撮影 - 山田廣明、倉田佳美、木次美則、鈴木浩二
- 編集 - 小島俊彦、中葉由美子、村井秀明、川崎晃洋、三宅圭貴
- 録音スタジオ - APUスタジオ
- ミキサー - 大城久典
- アシスタントミキサー - 山田晋
- 録音制作 - オーディオプランニングユー
- 音響制作デスク - 藤井奈津子
- 音楽協力 - 齋藤裕二
- 技術協力 - 森幹生
- 現像 - 東京現像所

## 主題歌
「我ら ザ･ドラえもんズ」
作詞 - 米谷良知、作曲 - 石川恵樹、歌 - 水木一郎&堀江美都子
ドラえもんズのテーマソング。各コーラスのBメロ部分でドラえもんズのメンバーが紹介されている。
本作では主役の王ドラとマタドーラが紹介される1番を使用。2番はドラリーニョとドラメッド、3番はドラニコフとドラ・ザ・キッドが紹介され、ドラえもんは3番の大サビで名前をコールされる形となっている。

## 受賞歴
- 第17回ゴールデングロス賞優秀銀賞[1][注 2]。